# 달이 아름답다
달이 아름답다(月がきれい, Tsuki ga Kirei)는 Feel.이 제작한 일본 로맨스 애니메이션 TV 시리즈이다. 원래 2017년 4월 6일부터 6월 29일까지 방영되었다. 크런치롤은 북미 지역에서 이 시리즈의 라이선스를 받았다.
성장기 현대 로맨스로서, 이 이야기는 처음으로 사랑에 빠지고 관계를 유지하기 위해 고군분투하는 두 중학생 아카네와 코타로의 삶을 따라간다.

## 구성
아즈미 코타로와 미즈노 아카네는 중학교 3학년이 되어 처음으로 같은 반 친구가 된다. 체육대회 장비를 맡게 된 두 사람은 라인 (소프트웨어)을 통해 점점 가까워져 간다. 이 두 사람은 동료 학생인 니시오 치나츠, 히라 타쿠미와 함께 상호 이해와 감정을 통해 동료들과 관계를 맺고 있다. 중학교 마지막 학년이 진행됨에 따라 그룹은 성숙하기 위한 어려움을 극복하고 자신의 변화를 인식하게 된다.